# Toni Duggan
Toni Duggan (født 25. juli 1991) er en engelsk fodboldspiller, der spiller som kantspiller eller midtbanespiller for Everton og for England. Hun har tidligere spillet for FC Barcelona, Atlético Madrid, Manchester City og Everton Ladies.

## Klubkarriere

### Everton: 2007-2013
Duggan spillede sin første kamp for Everton i 2007–08 sæsonen, da de faste angribere ikke kunne spille på grund af skade. Hun scorede det afgørende mål i overtiden mod Watford Ladies hvilket førte til at Everton kom i finalen i FA Women's Premier League Cup den sæson.
Duggan fik hæderen som Årets stjerneskud i FA Women i 2009, som Englands bedste kvindelige spiller under 23 i 2012 og Årets kvindelige spiller i North West i 2013.
Duggan spillede også med i Evertons FA Women's Cup finalesejr i 2010 over Arsenal. Hendes form i anden del af FA WSL 2011 sæsonen førte til at holdkammeraten Rachel Unitt forudså, at hun ville blive indkaldt til truppen til Englands A-landshold.

### Manchester City: 2014-2017
Efter syv år med Everton blev det annonceret den 28. november 2013, at Duggan havde underskrevet kontrakt med Manchester City. I august 2015 blev hun den første kvindelige spiller, der modtog klubbens "Årets mål hæder" (Goal Of The Season award) efter at hun havde scoret et bemærkelsesværdigt mål mod Chelsea i Women's Super League. Hun var en del af holdet, da de spillede i Women's Champions League  for første gang. I november 2016 scorede Duggan holdets afgørende mål i Champions League kampen mod Brøndby.

### Barcelona: 2017-2019
Toni Duggan underskrev kontrakt med FC Barcelona Femení den 6. juli 2017.

### Atlético Madrid: 2019–nu
Den 31. juli 2019, blev Duggan en del af Atlético Madrid.